# Richie Rich
Pour les articles homonymes, voir Richie Rich (homonymie).
Richie Rich est un personnage de comics créé en septembre 1953 par la maison d'édition américaine Harvey Comics.

## Historique
Richie Rich, de son nom complet Richard $ Rich, Jr., est un petit garçon aussi gentil que charitable, fils unique de milliardaires. Il apparaît en septembre 1953 dans une histoire secondaire publiée dans la série Little Dot. 
La paternité du personnage est l'objet d'un contentieux entre Alfred Harvey, propriétaire et éditeur de Harvey Comics, et le dessinateur Warren Kremer. Le premier à l'avoir dessiné est néanmoins Steve Muffatti dans le premier numéro de Little Dot.
Quoique le personnage rencontre assez rapidement les succès, il faut attendre novembre 1957 pour qu'un comics lui soit entièrement consacré et 1960 pour qu'il ait son propre titre. 
Devenu le personnage le plus populaire de Harvey Comics, il fait l'objet de nombreuses déclinaisons en comic strips et en comic books, dont quatre ont dépassé les cent numéros : Richie Rich (1960-1982 /1986-1994 : 282 numéros), Richie Rich Millions (1961-1982 : 113 numéros), Richie Rich Dollars and Cents (1963-1982 : 109 numéros) et Richie Rich Success Stories (1964-1982 : 105 numéros).

## Adaptations
Le personnage a également été porté plusieurs fois à l'écran :
- Richie Rich (en) (1996), série télévisée d'animation américaine ;
- Richie Rich (1980-1984), série télévisée d'animation américaine ;
- Richie Rich (1994), film américain de Donald Petrie ;
- Richie Rich : Meilleurs Vœux (1998), film américain de John Murlowski ;
- Richie Rich (2015), série télévisée américaine ;
- Planète Harvettes (2018), série télévisée d'animation américaine.